# Gaio Marcio Rutilo
Gaio Marcio Rutilio (in latino: Gaius Marcius Rutilius o Rutulus; fl. 357-342 a.C.) è stato un politico e militare romano, il primo dittatore romano appartenente alla plebe, nonché censore e quattro volte console.

## Biografia
Fu eletto console per la prima volta nel 357 a.C. insieme al collega console Gneo Manlio Capitolino Imperioso. Marcio condusse la campagna contro i Privernati, che si concluse con la resa della città, la raccolta di un grande bottino, che fu distribuito tra i soldati, e il trionfo per il console.
L'anno successivo fu nominato dittatore col compito di respingere una invasione degli Etruschi. Rutilio sorprese il nemico nel suo campo e lo inseguì fin nel suo territorio; per questa vittoria ricevette, per volere del popolo ma con l'opposizione del Senato romano, un trionfo. È però possibile che la sua dittatura e altri dettagli della sua carriera siano stati inventati dalla sua famiglia, la gens Marcia.
Fu eletto console per la seconda volta nel 352 a.C. insieme al collega Publio Valerio Publicola. I due consoli promossero una verifica dei debiti, che non comportò gravi lamentele da parte degli interessati. Alla fine del mandato si candidò per la carica di censore: malgrado l'opposizione dei patrizi fu eletto.
Fu eletto console per la terza volta nel 344 a.C. insieme al collega Tito Manlio Imperioso Torquato, nell'anno in cui un evento prodigioso, portò alla nomina di un dittatore.
Fu ancora console nel 342 a.C., insieme al collega Quinto Servilio Ahala. A Gaio fu affidato il comando delle truppe stanziate vicino Capua, durante la prima guerra sannitica. Accortosi che i soldati tramavano per prendere Capua con la forza, nonostante questa si fosse consegnata spontaneamente a Roma, fece in modo di allontanare dagli accampamenti gli elementi più sediziosi, fino a che, l'aperta ribellione di una parte dell'esercito, comportò la nomina di Marco Valerio Corvo a dittatore.